# Calcarius
Calcarius là một chi chim trong họ Calcariidae.

## Các loài
- Calcarius lapponicus (Linnaeus, 1758)[2]
- Calcarius pictus (Swainson, 1832)[2]
- Calcarius ornatus (J. K. Townsend, 1837)[2]
- Calcarius mccownii (Lawrence, 1851)[2]